# Flavio Carraro
Flavio Carraro (ur. 3 lutego 1932 w Sandon di Fossò, zm. 17 czerwca 2022) – włoski duchowny rzymskokatolicki, w latach 1998-2007 biskup Werony.

## Życiorys
25 marca 1953 złożył kapucyńskie śluby zakonne. Święcenia kapłańskie przyjął 16 marca 1957. 9 czerwca 1982 został wybrany na generała zakonu kapucynów, pozostał nim do 20 stycznia 1994. 8 czerwca 1996 został mianowany biskupem Arezzo-Cortona-Sansepolcro. Sakrę biskupią otrzymał 7 sierpnia 1996. 25 lipca 1998 objął rządy w diecezji Werona. 8 maja 2007 przeszedł na emeryturę.